# Bhardaha
Bhardaha (nep. भारदह) – gaun wikas samiti we wschodniej części Nepalu w strefie Sagarmatha w dystrykcie Saptari. Według nepalskiego spisu powszechnego z 2001 roku liczył on 1008 gospodarstw domowych i 6434 mieszkańców (3102 kobiet i 3332 mężczyzn).